# Fietssnelweg F5
De fietssnelweg of fietsostrade F5 is een fietssnelweg van Antwerpen naar Hasselt. Ze volgt het volledige traject van het jaagpad langs het Albertkanaal. Samen met de F72 vormt ze dan ook de Albertkanaalroute. Er zijn nog veel projecten aan de gang op het traject. De fietssnelweg is 134 km lang (noord- en zuidzijde meegeteld) en is daarmee een van de langste in België. De route kan in één enkele richting in ±80 km bereden worden.
De fietssnelweg F5 werd in 2016 uitgewerkt door de Vlaamse provincies. Fietsroutes zoals LF51 Kempenroute en de Waterwegenroute maken ook gebruik van het pad langs het Albertkanaal.

## Traject
Het traject van de F5 volgt het Albertkanaal langs een noord- en zuidzijde, en vanaf Kwaadmechelen alleen langs de noordzijde. Een aantal bochten wijken van het Albertkanaal af.

### Antwerpen - Kwaadmechelen

#### Noordzijde kanaal
Deze tak van de F5 begint in Antwerpen aan fietsersbrug IJzerlaan

##### Fietsbrug Sluis 10
Vanaf november 2023 loopt fietssnelweg F5 over een aparte fietsbrug (als ontdubbeling van de smalle wegbrug) over het kanaal Dessel-Turnhout-Schoten ter hoogte van Sluis 10, waar op de westoever ook aangesloten wordt met fietssnelweg F15.

#### Zuidzijde kanaal
Deze tak van de F5 begint in  Antwerpen aan metrostation Sport. De weg loopt daarna in oostelijke richting naar het Albertkanaal. Aan de zuidzijde loopt de weg eerst door Deurne via de Bisschoppenhoflaan, en vervolgens via de Merksemsebaan door Wijnegem waarna ze ter hoogte van een kruising afbuigt naar het kanaal. Vanaf hier volgt de F5 langs beide kanten het kanaal. Deze weg is helemaal aangewezen op het jaagpad en is tot aan Kwaadmechelen volledig gescheiden van het autoverkeer. In Kwaadmechelen vervolgt de weg doorheen het industrieterrein en over de oude spoorbrug bij de Zandstraat over het kanaal.

### Kwaadmechelen - Hasselt
Vanaf Kwaadmechelen loopt de F5 enkel aan de noordzijde van het kanaal.

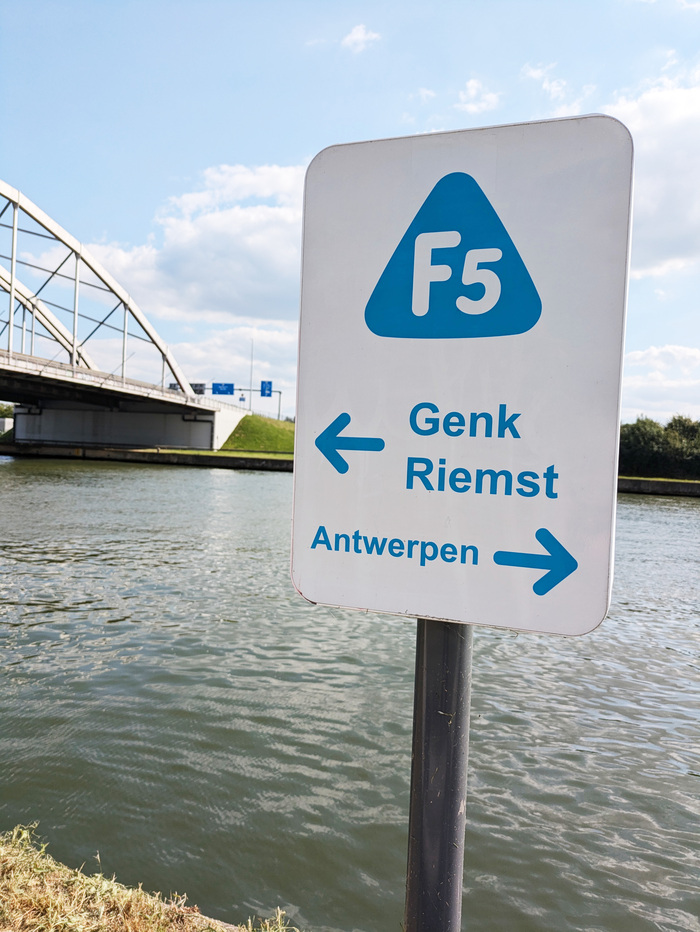
Oostelijke uiteinde aan de Kempische Steenwegbrug in Hasselt

Eindigen doet de F5 aan de Kempische Steenwegbrug in Hasselt, dicht bij de Grote Ring. Hier gaat de fietssnelweg over in de F72 richting Maastricht.

#### Telpaal
In Hasselt is door de provincie in 2021 een telpaal geplaatst. De teller telt er elke fietser die langs passeert en is goed uitgerust met een digitaal display. Een zonnepaneel wekt voldoende energie op om de teller 24/7 te laten werken. De fietsteller waarvan de lussen in het wegdek werden ingeslepen, maakt deel van een ruimer project, de Fietsbarometer.

## Projecten
Anno 2021 worden er een aantal projecten uitgevoerd. Het eerste infrastructuurproject startte in 2019.
- Aanleg van een omleiding langs de Black & Decker en Eon-site (Beringen)
- Aanleg van een dubbelrichtingsfietspad in de Industriestraat Zuid (Heusden-Zolder)
- Aanleg van een dubbelrichtingsfietspad in de Industriestraat Noord (Lummen)
- Aansluiting van het jaagpad (Ham)
- Aanleg van een omleiding aan het industrieterrein (Beringen - Heusden-Zolder)
- Aanleg van een fietspad (Ravenshout)
- Aanleg van een dubbelrichtingsfietspad van Biezenhoed tot Langvoort (Meerhout)

Volgende projecten zijn uitgevoerd:
- Aanleg van fietssnelweg in de Nikelaan (Ham - Meerhout)

- Aanleg van een fietssnelweg tussen de brug van Tervant en de kanaalbrug aan de Kolenhaven (Beringen)